# Cunduacán (Messico)
Cunduacán è una municipalità dello stato di Tabasco, nel Messico meridionale, il cui capoluogo è la città omonima.
La municipalità conta 126.416 abitanti (2010) e ha un'estensione di 600,6 km².
Il significato del nome della città in lingua maya è Luogo delle pentole e dei serpenti.